# علام الكندري
علام علي جعفر الكندري (1961- ) أمين عام مجلس الأمة الكويتي مُنذ 2008 حتى 2021.

## السيرة الشخصية والمهنية
ولد علام الكندري في الكويت وتحديدًا في مدينة الكويت، بدأ مسيرته العملية بعد حصوله على بكالوريوس الاقتصاد من جامعة الكويت عام 1983، ثم عمل باحث اقتصادي في إدارة البحوث والدراسات في مجلس الأمة الكويتي في الفترة من 1985 إلى 1986، كما كان في نفس الفترة أمين اللجنة المالية والاقتصاية في مجلس الأمة الكويتي، كما شغل منصب مراقب الحسابات العامة في وزارة الصحة في الفترة من 1987 إلى 1990، وعين وقتها مدير عام صندوق إعانة المرضى في الفترة بين 1989 إلى 1990، وشغل في الفترة من 1996 إلى 1998 نائب رئيس جمعية إحياء التراث الإسلامي، وكذلك في الفترة من 1998 إلى 2000، شغل منصب رئيس مجلس إدارة جمعية بيان التعاونية، وهو أحد مؤسسي الجمعية الكويتية للخيل العربية، والتي شغل فيها منصب نائب رئيس الجمعية، وهي جمعية تم إشهارها عام 2011، كما أنه من مُربي للخيول العربية، ومالك مربط النواصي.

## تدرجه الوظيفي في مجلس الامة الكويتي
عين في الفترة بين 1993 إلى 1996، مراقب الشؤون المالية في مجلس الأمة، ثم أصبح مدير الشؤون المالية في المجلس منذ عام 1996 م إلى عام 2001، وصدر به المرسوم الأميري رقم 26 لعام 2008، بتعيينه أمين عام لمجلس الأمة بدرجة وزير، وهذا كان بعد موافقة مكتب مجلس الأمة في جلسته العشرين لعام 2007.

## إستقالته
في بداية فبراير من عام 2021 تقدم باستقالته من منصب أمين عام مجلس الأمة الكويتي التزامًا بتنفيذ المرسوم الأميري الكويتي رقم 3 لسنة 2021 بشأن إنهاء العمل بالمراسيم الصادرة بالتعيين بدرجة وزير، وبذلك قد أتم في وظيفته في مجلس الأمة الكويتي 28 عامًا.